# Eretmocerus melanoscutus
Eretmocerus melanoscutus är en stekelart som beskrevs av Gregory Zolnerowich och Rose 1998. Eretmocerus melanoscutus ingår i släktet Eretmocerus och familjen växtlussteklar.
Artens utbredningsområde är:
- Taiwan.
- Thailand.

Inga underarter finns listade i Catalogue of Life.